# إليزابيث شامبرلين جيبسون
إليزابيث شامبرلين جيبسون (بالإنجليزية: Elizabeth Chamberlain Gibson)‏ هي مبشرة أمريكية، ولدت في 28 أبريل 1830 في نيويورك في الولايات المتحدة، وتوفيت في 22 ديسمبر 1916 في لوس أنجلوس في الولايات المتحدة.